# Business intelligence
Business intelligence, förkortat BI, på svenska även datorstödd affärsanalys, eller organiserad insamling och analys av affärsunderrättelser, är ett samlingsbegrepp för färdigheter, processer, metoder, tekniker och datorbaserade verktyg, för organisationer att bättre förstå sin verksamhet eller sitt affärsområde genom insamling av omvärldsbevakning och omvärldsanalys. Grovt kan området indelas i inre och yttre affärsunderrättelser, samt i analytiska processer och informationshanteringssystem. Business intelligence syftar till att stödja beslutsfattande, och ett BI-system är således en form av beslutsstödsystem. Beslutsstödsystem har emellertid traditionellt baserats på expertsystem med regelbaserad artificiell intelligens, det vill säga man kartlade experters kunskaper och uttryckte dem som logiska regler och flödesdiagram för beslut. BI-systemens analys är istället datadriven, det vill säga den baseras på statistik över beslutfattares beslut och resultatet av dem. BI-system kan användas för insamling och visualisering av big data samt och analys genom data mining (en kombination av maskininlärningsalgoritmer och multivariat statistisk analys) och text mining.
BI som informationshanteringssystem omfattar områden som business performance management, corporate performance management, enterprise performance management, operational performance management och yield management. 

## Historik
En av de tidigaste referenserna till business intelligence är ett arbete av forskare vid IBM från 1958, där det talas om "business intelligence system", BIS. Ett BIS refererar till teknologi för att stödja business intelligence med hjälp av automatiserad datorkraft.
Howard Dresner, en forskningsanalytiker på GartnerGroup, definierade år 1989 business intelligence som ett samlingsbegrepp för idéer och metoder för att förbättra företags beslutsfattande genom användningen av fakta-baserade stödsystem. 
Tidiga praktiker i Sverige är till exempel Anders och Britt Wallgren som på 1990-talet arbetade som konsulter åt flera svenska företag, och även skrev artiklar i ämnet statistik och affärssystem.
Business intelligence har i Sverige tidigare till delar uppfattats som synonymt med competitive intelligence, förkortat CI. CI har ett tydligare fokus på en organisations analys av affärsomgivningen, där eventuellt stöd från IT-system har en underordnad roll. CI-begreppet omfattar områden som omvärldsanalys, omvärldsbevakning, marknadsanalys, kundanalys och konkurrentanalys. I avhandlingen Myten om det rationella flödet samlas samtliga dessa termer under begreppet organiserat underrättelsearbete.

## Utveckling
Business intelligence idag har utvecklats mycket sedan begreppet först myntades. I dag ställer företag och organisationer större krav på informationshanteringssystemen som understödjer BI. Från att främst ha arbetat med historisk data och information lagrade på enkla databaser har utvecklingen gått mot behov av att använda strömmad real time data. Man har myntat ett nytt uttryck så kallad Real time-BI. Ett informationshanteringssystem som kan klara detta är så kallade Complex Event Processing engines (CEP). De har sitt ursprung i finansvärlden där man vid trading av värdepapper är i stort behov av realtime data.. 